# Puchar Zdobywców Pucharów (1992/1993)
XXXIII Puchar Europy Zdobywców Pucharów 1992/1993

(ang. European Cup Winners’ Cup)

## Runda wstępna
| Maribor Branik – Ħamrun Spartans 4:0 i 1:2 1 19.08 1992 1:0 Simundzija 16, 2:0 Simundzija 30, 3:0 Tarana 48, 4:0 Binkovski 76 2 02.09 1992 0:1 Brincat 32, 1:1 Tarana 37, 1:2 Brincat 59                                                          |
| Strømsgodset IF – Hapoel Petach Tikwa 0:2 i 0:2 1 19.08 1992 0:1 Basson 81, 0:2 Basson 82 2 02.09 1992 0:1 Levin 17, 0:2 Basson 69 |
| FC Vaduz – Czornomoreć Odessa 0:5 i 0:7 1 19.08 1992 0:1 Cymbalar 44, 0:2 Lebiedź 47, 0:3 Sak 53, 0:4 Gusiew 81, 0:5 Gusiew 82 2 02.09 1992 0:1 Nikiforow 7, 0:2 Nikiforow 44k, Nikiforow 79, Nikiforow 89, Jabłoński 20, Cymbalar 24, Lebiedź 78 |
| Avenir Beggen – B36 Tórshavn 1:0 i 1:1 1 19.08 1992 1:0 Krings 1 2 02.09 1992 0:1 Reynheim 9, 1:1 Krähen 28 |

## I runda
| Miedź Legnica – AS Monaco 0:1 i 0:0 1 16.09 1992 0:1 Djorkaeff 2 2 30.09 1992 |
| Trabzonspor – Turun Palloseura 2:0 i 2:2 1 16.09 1992 1:0 Hami 51, 2:0 Hami 65 2 30.09 1992 0:1 Kajdy 1, 1:1 Hami 14, 2:1 Orhan 60, 2:2 Lehtonen 84                                                                                           |
| Bohemian F.C. – Steaua Bukareszt 0:0 i 0:4 1 16.09 1992 2 29.09 1992 0:1 Andrasi 26, 0:2 Andrasi 34, 0:3 Vladoiu 44, 0:4 Ion Viorel 85 |
| Olympiakos SFP – Czornomoreć Odessa 0:1 i 3:0 1 16.09 1992 0:1 Sak 4 2 01.10 1992 1:0 Mitsibonas 15, 2:0 Litowczenko 27, 3:0 Protazow 80 |
| Knattspyrnufélagið Valur – Boavista FC 0:0 i 0:3 1 16.09 1992 2 01.10 1992 0:1 Marion 14, 0:2 Ricky 26, 0:3 Marion 81 |
| Airdrieonians F.C. – Sparta Praga 0:1 i 1:2 1 15.09 1992 0:1 Sopko 88 2 30.09 1992 0:1 Vrabec 31, 0:2 Vonasek 37, 1:2 Black 55 |
| Glenavon F.C. – Royal Antwerp 1:1 i 1:1 (dog), karne 1:3 1 15.09 1992 1:0 Smith 44, 1:1 Lehnhoff 46 2 30.09 1992 1:0 Kiekens 65k, 1:1 Farris 80                                                                                               |
| Cardiff City – SC Admira Wacker 1:1 i 0:2 1 16.09 1992 0:1 Abfalterer 44, 1:1 Pike 59 2 29.09 1992 0:1 Marschall 47, 0:2 Abfalterer 90 |
| AC Parma – Újpest FC 1:0 i 1:1 1 16.09 1992 1:0 Asprilla 48 2 01.10 1992 1:0 Grün 52, 1:1 Hetesi 62 |
| AIK Fotboll – Aarhus GF 3:3 i 1:1 1 15.09 1992 0:1 Tøfting 15, 0:2 Christensen 36, 1:2 Simpson 51, 1:3 Christensen 53, 2:3 Haiström 56, 3:3 Jewtuszenko 85 2 29.09 1992 1:0 Simpson 20, 1:1 Harder 67                                         |
| Spartak Moskwa – Avenir Beggen 0:0 i 5:1 1 15.09 1992 2 29.09 1992 1:0 Onopko 6, 2:0 Piatnicki 9, 3:0 Radczenko 55, 4:0 Popow 59, 5:0 Piatnicki 78, 5:1 Novak 85                                                                              |
| Liverpool F.C. – Apollon Limassol 6:1 i 2:1 1 16.09 1992 1:0 Stewart 4, 2:0 Stewart 38, 3:0 Rush 40, 4:0 Rush 50, 5:0 Rush 55, 6:0 Rush 74, 6:1 Spoljarić 83k 2 29.09 1992 0:1 Spoljarić 60, 1:1 Rush 62, 2:1 Hutchinson 68                   |
| Lewski Sofia – FC Luzern 2:1 i 0:1 1 16.09 1992 0:1 Camenzind 9, 1:1 Borimirow 52, 2:1 Getow 70k 2 30.09 1992 0:1 Camenzind 24 |
| Maribor Branik – Atlético Madryt 0:3 i 1:6 1 16.09 1992 0:1 Alfredo 26, 0:2 Luis Garcia 43, 0:3 Luis Garcia 56 2 30.09 1992 0:1 Alfaro 17, 1:1 Bicarčik 22, 1:2 Juanito 44, 1:3 Sabas 58k, 1:4 Pizo Gómez 69, 1:5 Aguilera 80, 1:6 Tarana 85s |
| Feyenoord – Hapoel Petach Tikwa 1:0 i 1:2 1 16.09 1992 1:0 Kiprich 89 2 30.09 1992 0:1 Levin 2, 0:2 Kakan 50, 1:2 Frazer 59 |
| Werder Brema – Hannover 96 3:1 i 1:2 1 15.09 1992 1:0 Rufer 19, 1:1 Wójcicki 26k, 2:1 Rufer 28, 3:1 Bratseth 45 2 30.09 1992 1:0 Rufer 19k, 1:1 Daschner 29, 1:2 Daschner 33                                                                  |

## II runda
| FC Luzern – Feyenoord 1:0 i 1:4 1 21.10 1992 1:0 Rueda 74 2 04.11 1992 0:1 Taument 2, 1:1 Nadig 12, 1:2 Blinker 16, 1:3 Kiprich 46, 1:4 Kiprich 83k |
| AS Monaco – Olympiakos SFP 0:1 i 0:0 1 21.10 1992 0:1 Vaitsis 86 2 04.11 1992 |
| Aarhus GF – Steaua Bukareszt 3:2 i 1:2 1 21.10 1992 1:0 S. Andersen 12, 2:0 T. Christensen 19, 2:1 Vladoiu 64, 3:1 M.Nielsen 80k, 3:2 Dumitrescu 89 2 04.11 1992 1:0 T.Christensen 10, 1:1 Cristescu 81, 1:2 Vladoiu 89                                                                                        |
| Trabzonspor – Atlético Madryt 0:2 i 0:0 1 21.10 1992 0:1 Futre 38, 0:2 Moya 60 2 04.11 1992 |
| SC Admira Wacker – Royal Antwerp 2:4 i 4:3 (dog) 1 21.10 1992 1:0 Marschall 24, 1:1 Czerniatynski 35, 2:1 Bacher 41, 2:2 Segers 53, 2:3 Severeyns 62, 2:4 Czerniatynski 73 2 04.11 1992 0:1 Czerniatynski 21, 0:2 Severeyns 44, 1:2 Bacher 46, 2:2 Abfalterer 57, 3:2 Ljung 63, 4:2 Ljung 79, 4:3 van Rethy 96 |
| Spartak Moskwa – Liverpool F.C. 4:2 i 2:0 1 21.10 1992 1:0 Pisariew 10, 1:1 Wright 67, 2:1 Karpin 68, 2:2 McManaman 78, 3:2 Karpin 82k, 4:2 Lediachow 89 2 04.11 1992 1:0 Radczenko 63, 2:0 Piatnicki 89 |
| Werder Brema – Sparta Praga 2:3 i 0:1 1 21.10 1992 0:1 Sopko 25, 0:2 Dvirnik 36, 1:2 Neubarth 56, 2:2 Rufer 81, 2:3 Vonasek 90 2 04.11 1992 0:1 Siegl 7 |
| AC Parma – Boavista FC 0:0 i 2:0 1 21.10 1992 2 04.11 1992 1:0 1:0 Di Chiara 11, 2:0 Melli 78 (mecz w Torres Novas) |

## 1/4 finału
| Sparta Praga – AC Parma 0:0 i 0:2 1 03.03 1993 2 17.03 1993 0:1 Melli 10, 0:2 Asprilla 33                                                                         |
| Olympiakos SFP – Atlético Madryt 1:1 i 1:3 1 04.03 1993 0:1 Moya 10, 1:1 Vaitsis 63 2 18.03 1993 0:1 Manolo 10, 0:2 Manolo 59, 1:2 Tsalouchidis 61, 1:3 Alfaro 67 |
| Royal Antwerp – Steaua Bukareszt 0:0 i 1:1 1 04.03 1993 2 18.03 1993 0:1 Dumitrescu 19, 1:1 Czerniatynski 82                                                      |
| Feyenoord – Spartak Moskwa 0:1 i 1:3 1 02.03 1993 0:1 Piatnicki 37 2 17.03 1993 0:1 Karpin 7, 1:1 Kiprich 14, 1:2 Karpin 78, 1:3 Radczenko 87                     |

## 1/2 finału
| Atlético Madryt – AC Parma 1:2 i 1:0 1 06.04 1993 1:0 Luis Garcia 44, 1:1 Asprilla 57, 1:2 Asprilla 61 2 22.04 1993 1:0 Sabas 77                                |
| Spartak Moskwa – Royal Antwerp 1:0 i 1:3 1 06.04 1993 1:0 Piatnicki 34 2 22.04 1993 1:0 Radczenko 10, 1:1 Czerniatynski 37, 1:2 Jakovljević 66, 1:3 Lenhoff 78k |

## Finał
| 12 maja 1993 Londyn Stadion Wembley (37 393) AC Parma – Royal Antwerp 3:1 (2:1) Sędzia: Karl Josef Assenmacher (Niemcy) Bramki: 1:0 Lorenzo Minotti 9, 1:1 Francis Severeyns 11, 2:1 Alessandro Melli 30, 3:1 Stefano Cuoghi 84 Żółte kartki: Alberto Di Chiara / Francis Severeyns, Didier Segers, Nicolas Broeckaert Associazione Calcio Parma (trener Nevio Scala): Marco Ballotta – Antonio Benarrivo, Alberto Di Chiara, Lorenzo Minotti (kapitan), Luigi Apolloni, Georges Grün, Alessandro Melli, Daniele Zoratto (26 Gabriele Pin), Marco Osio (75 Fausto Pizzi), Stefano Cuoghi, Tomas Brolin Royal Antwerp Football Club (trener Walter Meeuws): Stevan Stojanović – Wim Kiekens, Nicolas Broeckaert, Rudi Taeymans, Rudi Smidts (kapitan), Dragan Jakovljević (51 Patrick van Veirdeghem), Ronny van Rethy, Didier Segers (85 Noureddine Moukrim), Francis Severeyns, Hans-Peter Lehnhoff, Alex Czerniatynski |